# Övrabyn
Övrabyn är en bebyggelse vid västra stranden av Nävden nordväst om Avesta i Avesta kommun. Från 2015 avgränsar SCB här en småort.